# フォルクスワーゲン・フォックス
フォックス (Fox) は、ドイツの自動車メーカー・フォルクスワーゲンのブラジル法人「フォルクスワーゲン・ド・ブラジル」が製造、販売するコンパクトカー。

## 概要
フォルクスワーゲンのブラジル法人でフォルクスワーゲンの最下部レンジを担う小型車として開発、製造され、ブラジルを含む中南米とヨーロッパで販売する。ブラジル市場でフォックスの上級車種の「ゴル (Gol)」と同じ「P24Q」プラットフォームを使用する。
2004年発売、ボディ形式はAセグメントの3ドアまたは5ドアハッチバック、乗車定員は5名もしくは4名、全長はポロに比して20cm以上短くフィアット・パンダなどと同等、ポロよりも小さなクラスに位置してルポ販売時のラインナップで最小モデルである。クロスオーバータイプは「フォックスエクストリーム」、市場により「クロスフォックス」と称する。
2003年に製造を開始し、欧州や中南米は「ルポ」から「フォックス」へ代替した。メキシコは「フォックス」も「ルポ」の名で販売する。